# Iolanda Oanță
Iolanda Oanță (née le 11 octobre 1965 à Bucarest) est une athlète roumaine.

## Palmarès
- Championnats d'Europe d'athlétisme en salle de 1990 à Glasgow :
  -  Médaille d'argent sur 400 m
- Championnats d'Europe d'athlétisme en salle de 1992 à Gênes :
  -  Médaille d'argent sur 200 m